# Микроконституент
Микроконституент (микроструктура) је микроскопски опис односа, облика и величине фаза у очврслом (чврстом) материјалу. 
Микроструктура је директна последица процеса кристализације. Код металних материјала генерално постоји подела на примарну микроструктуру (насталу током процеса очвршћавања) и секундарну микроструктуру (насталу током процеса термичке 
обраде и пластичне прераде). Наука која се интензивно бави изучавањем микроструктура је је део металургије и назива се металографија.

## Примарна микроструктура
Микроструктура настала у процесу кристализације (очвршћавања) материјала (Слика 1).

## Секундарна микроструктура
Микроструктура настала у процесу термичке обраде или пластичне прераде материјала.